# Fidón (político)
Fidón  (en griego antiguo: Φείδων, Pheídōn; Atenas,  siglo V a. C. – ...) fue un miembro de los Treinta Tiranos de Atenas.

## Biografía
Fue un acérrimo opositor de Critias y su partido político. Después de la batalla de Muniquia, fue incluido en el Consejo de los diez con la esperanza de encontrar en su figura un medio válido para la mediación con los refugiados atenienses exiliados en el Pireo. Fidón probablemente no aceptó la solicitud, pero se fue a Esparta para pedir ayuda contra el partido popular.